# خالد أحمد مهدي
خالد أحمد مهدي (ولد في 1 يناير 1970) هو أكاديمي ومسؤول حكومي كويتي، شغل منصب الأمين العام للأمانة العامة للمجلس الأعلى للتخطيط والتنمية في دولة الكويت بين عامي 2016 و2024، خلفًا لكل من هاشم الرفاعي (2014–2015) والدكتور عادل الوقيان (2007–2014).
يشرف المجلس الأعلى للتخطيط والتنمية على الخطة الوطنية للتنمية في الكويت، التي تندرج ضمن رؤية "كويت جديدة 2035" التي أطلقها سمو الأمير الراحل الشيخ صباح الأحمد الجابر الصباح، وتهدف إلى تحويل الكويت إلى مركز مالي وثقافي ومؤسسي رائد إقليميًا عبر سبعة محاور تنموية.

## النشأة والتعليم
ولد خالد مهدي في 1 يناير 1970، وحصل على درجة البكالوريوس في الهندسة الكيميائية من جامعة تورنتو في كندا، ثم نال درجة الماجستير في التخصص ذاته من معهد إلينوي للتقنية في الولايات المتحدة. واصل دراسته العليا لينال درجة الدكتوراه في الهندسة الكيميائية من جامعة نورثويسترن، حيث تخصص في تطبيقات الميكانيكا الإحصائية على الأنظمة الديناميكية الحرارية المعقدة، وذلك ضمن مجموعة البحث التابعة للبروفيسورة مونيكا أولفيرا دي لا كروز.

### المسيرة الأكاديمية
بدأ خالد مهدي مسيرته المهنية في قسم الموارد المائية بمعهد الكويت للأبحاث العلمية، ثم التحق بهيئة التدريس في جامعة الكويت كأستاذ مشارك في قسم الهندسة الكيميائية. قام بتدريس أكثر من 30 مقررًا دراسيًا في مجالات الهندسة العامة والهندسة الكيميائية وعلوم الإدارة، وحاز على جائزة أفضل تدريس من جامعة الكويت عام 2009، إلى جانب العديد من الجوائز الأخرى. ألف أو شارك في تأليف أكثر من 75 بحثًا علميًا ومقالًا وفصلًا في كتب وبراءة اختراع في مجالات متنوعة. وتتركز اهتماماته البحثية على نمذجة الأنظمة المعقدة وتحسين العمليات. كما شارك في تأسيس مبادرة "SYNERGY" بالتعاون مع البروفيسور ميثم صفار من قسم هندسة الحاسوب في جامعة الكويت. وهو عضو بارز في المعهد الأمريكي لمهندسي الكيمياء (AIChE) وعضو في عدة جمعيات مهنية أخرى.

### المجلس الأعلى للتخطيط والتنمية
تولى مهدي منصب الأمين العام للمجلس الأعلى للتخطيط والتنمية منذ عام 2016، وساهم خلال فترته في مواءمة جهود الكويت مع أهداف التنمية المستدامة (SDGs) التي اعتمدتها الأمم المتحدة في عام 2015، وحققت الكويت بالفعل تقدمًا ملموسًا في تحقيق عدد من تلك الأهداف.
أبرز مهام خطة التنمية الوطنية في عهده تمثلت في تعزيز التكامل بين القطاعين العام والخاص. وفي مقابلة مع مجموعة أكسفورد للأعمال عام 2017، أشار إلى أن الحكومة الكويتية تسعى إلى التحول من دور المشغل إلى المنظم للاقتصاد، ومن توزيع الثروة إلى خلقها، مع تمكين القطاع الخاص.
أشرف مهدي على برامج دعم التنمية الوطنية، وتنفيذ مشروعات من بينها معرض المشروعات الصغيرة والمتوسطة، منتدى اقتصاد المعرفة، ومركز السياسات العامة الكويتي (KPPC). وركزت رؤيته على بناء بنية تحتية تجارية ومالية متينة تساهم في جعل الكويت مركزًا ماليًا وتجاريًا محوريًا.

### العمل الحكومي والقطاع العام
قبل تعيينه أمينًا عامًا، شغل مهدي منصب الأمين العام المساعد للمتابعة والتنبؤ بالمستقبل، إضافة إلى منصب القائم بأعمال الأمين العام المساعد لشؤون التخطيط. وهو عضو في عدد من المجالس واللجان الحكومية، منها:
- الهيئة العامة للصناعة
- معهد الكويت للأبحاث العلمية
- الهيئة العامة للمعلومات المدنية
- المؤسسة العامة للرعاية السكنية
- المجلس الأعلى للتعليم
- مجلس أمناء المركز الوطني لتطوير التعليم

كما يشارك في لجان عليا مثل:
- لجنة الإصلاح الاقتصادي والمالي
- لجنة المساعدات الإنسانية الخارجية
- لجنة إطار إعداد الميزانية العامة
- لجنة التباين الديمغرافي
- اللجنة التنفيذية لمدينة الحرير
- لجنة مخطط الكويت الهيكلي 2040
- لجنة عروض سندات الدين الحكومية
- لجنة المشاريع الكبرى لجامعة الكويت

كما ترأس لجنة اختيار الاستشاريين خلال الفترة 2016–2017، ويشغل منصب المدير الوطني لبرنامج الأمم المتحدة الإنمائي في الكويت، ورئيس اللجنة الوطنية لتنفيذ أجندة 2030 للتنمية المستدامة.
وقد أنشأ مركز السياسات العامة الكويتي (KPPC) ووحدة الدفع المسبق، وأشرف على تأسيس عدة مراكز بحثية وطنية منها:
- المركز الوطني لاقتصاد المعرفة
- المرصد الوطني للتنمية المستدامة
- مركز أبحاث التنمية الوطنية

كما قاد مبادرة إنتاج أول نموذج اقتصادي كلي للكويت بالتعاون مع مؤسسة "أوكسفورد إيكونوميكس"، واستضاف تقارير دولية مهمة مثل تقرير "ربط صناعة النفط والغاز بأهداف التنمية المستدامة" (IPIECA)، وتقرير وكالة الطاقة الدولية "آفاق الطاقة العالمية 2018".

## الجوائز والتكريمات
في أكتوبر 2018، نال الدكتور خالد مهدي "جائزة القيادة في وضع الإنسان أولاً (People First Leader Award)"، عن فئة الخدمات الحكومية، وذلك خلال القمة الخليجية للموارد البشرية في دورتها السادسة، والتي أقيمت أبوظبي، الإمارات العربية المتحدة.